# Вринчень
Вринчень, Вринчені (рум. Vrânceni) — село у повіті Бакеу в Румунії. Входить до складу комуни Кеюць.
Село розташоване на відстані 207 км на північ від Бухареста, 39 км на південь від Бакеу, 117 км на південний захід від Ясс, 123 км на північний захід від Галаца, 117 км на північний схід від Брашова.

## Населення
За даними перепису населення 2002 року у селі проживали 357 осіб, з них 356 осіб (99,7%) румунів. Рідною мовою 356 осіб (99,7%) назвали румунську.